# 권동식
권동식(權東植, 1981년 1월 24일 ~ )은 KBO 리그 전 삼성 라이온즈의 투수이며. 당시 등번호는 52번이다. 1군 경기는 출전하지 않았다.  현재 모교인 동아대학교 코치로 활약하고 있다.

## 출신학교
- 마산고등학교
- 동아대학교